# Marek Krzysztof Janiak
Marek Krzysztof Janiak (ur. 14 sierpnia 1950 w Warszawie) – polski naukowiec, profesor nauk medycznych, radiobiolog, immunolog, epidemiolog, lekarz wojskowy, pułkownik w stanie spoczynku, w latach 2002–2007 komendant i następnie dyrektor Wojskowego Instytutu Higieny i Epidemiologii, wieloletni kierownik Zakładu Radiobiologii i Ochrony Radiacyjnej WIHiE.

## Kariera zawodowa
Ukończył Wojskową Akademię Medyczną w Łodzi w 1974 (z czwartą lokatą na roku) i podjął pracę jako asystent (potem starszy asystent) w Zakładzie Biologicznego Działania Promieniowań Niejonizujących WIHiE (u doc. dra hab. S. Szmigielskiego); pracę doktorską pt. Uszkodzenie błon komórkowych w hodowli komórek prawidłowych i transformowanych wirusem SV-40 poddanych działaniu hipertermii 43 °C obronił w WIHiE w 1978, zaś habilitował się tam w 1986 na podstawie rozprawy pt. Modyfikacja nieswoistych reakcji cytotoksyczności komórkowej pod wpływem preparatu Propionibacterium granulosum KP-45. Tytuł profesora zwyczajnego uzyskał w 2008 r.
Uczestniczył w następujących zagranicznych stażach naukowych: kursie Onkologii Eksperymentalnej Międzynarodowej Unii do Walki z Rakiem w Royal Marsden Hospital w Londynie (wrzesień 1977), „Europejskiej Szkole Immunologii Nowotworów” Uniwersytetu w Utrechcie (październik 1987), stypendium Alberta Cancer Board w Edmonton (1992-1993), jako Visiting Scientist przebywał w Laboratorium Hematologii Doświadczalnej Wydziału Medycznego Uniwersytetu Alberty w Kanadzie (1993-1994) oraz wziął udział w kursie dla Wykładowców Szkoleń w zakresie Postępowania Medycznego z Ofiarami Wypadków Jądrowych w Centrum Organizacji Pomocy w Wypadkach Radiacyjnych (REAC/TS) w Oak Ridge National Laboratory w USA (październik 1997).
W latach 2001–2002 zastępca komendanta, a od czerwca 2002 r. ostatni komendant Wojskowego Instytutu Higieny i Epidemiologii w Warszawie (do marca 2003 r.) i od tego samego roku (do końca czerwca 2007) pierwszy dyrektor tegoż Instytutu, w latach 1996–2020 kierownik Zakładu Radiobiologii i Ochrony Radiologicznej.
W latach 2005–2008 pełnił obowiązki Konsultanta krajowego ds. obronności w dziedzinie epidemiologii, Konsultanta wojskowej służby zdrowia w dziedzinie epidemiologii oraz Konsultanta wojskowej służby zdrowia w dziedzinie medycyny pracy.

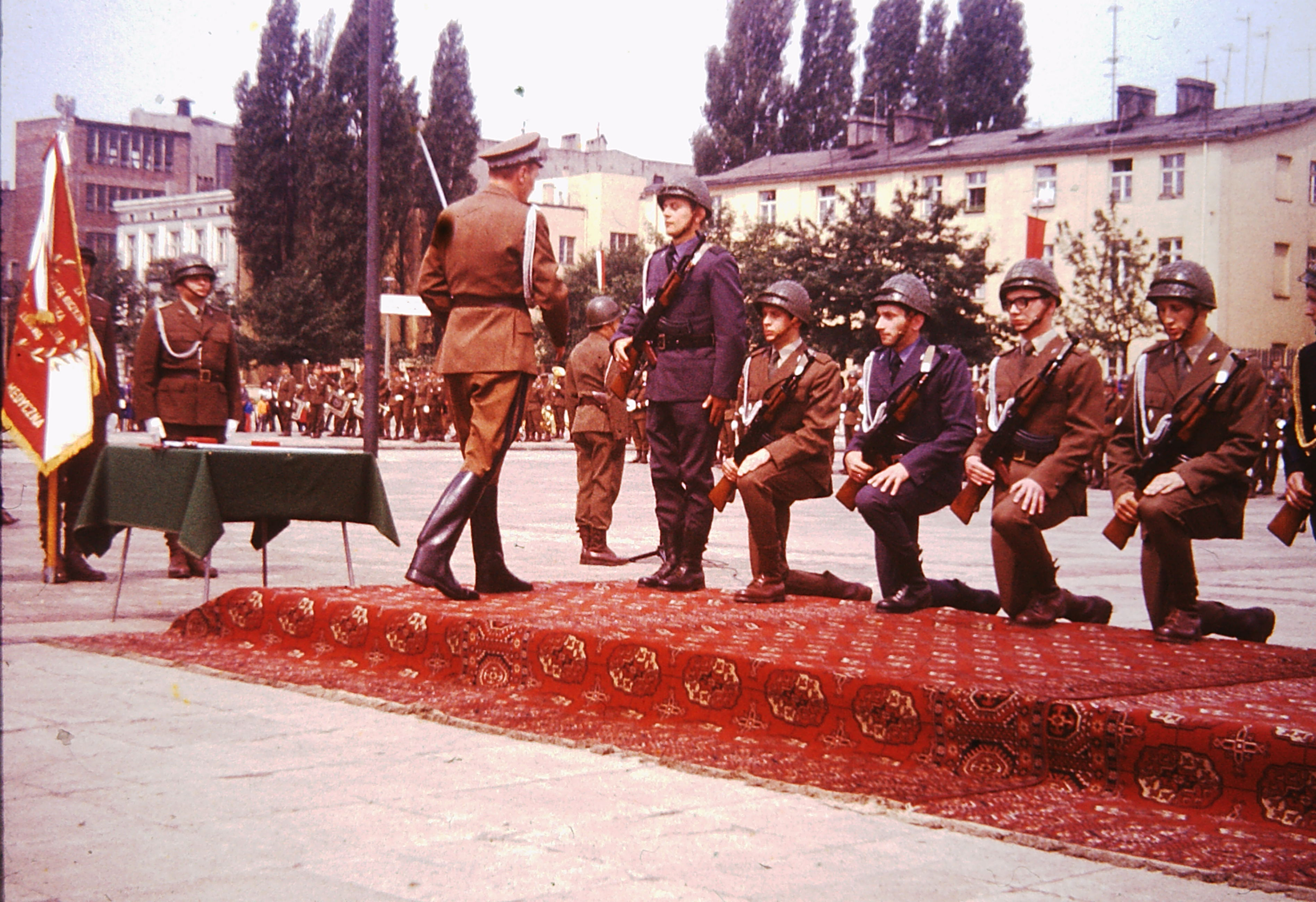
Promocja oficerska lekarzy WAM w Łodzi (1974); Marek Janiak klęczy pierwszy z lewej

Autor i współautor ponad 120 prac naukowych z dziedziny radiobiologii, onkologii eksperymentalnej, patofizjologii i immunologii opublikowanych w czasopismach zagranicznych i krajowych oraz ponad 300 wystąpień i prezentacji na krajowych i międzynarodowych zjazdach i sympozjach naukowych.

## Publikacje (wybór)
- Marek K. Janiak, Bogusław Gnatowski, AIDS – karta choroby, Młodzieżowa Agencja Wydawnicza, Warszawa, 1987, ISBN 83-203-2786-5.
- Marek K. Janiak, Andrzej J. Wójcik (red.), Medycyna zagrożeń i urazów radiacyjnych, PZWL, Warszawa 2004, ISBN 83-200-2958-9.
- Krzysztof W. Zieliński, Marian Brocki, Marek K. Janiak, Andrzej Wiśniewski (red.), Patologia obrażeń i schorzeń wywołanych współczesną bronią w działaniach wojennych i terrorystycznych, wydawnictwo MON, Warszawa, 2010, ISBN 978-83-927103-4-9.
- Marek K. Janiak, Aneta Cheda, Ewa M. Nowosielska (red.) Pokojowe i terrorystyczne zagrożenia radiacyjne, wyd. Wojskowa Akademia Techniczna im. Jarosława Dąbrowskiego, Warszawa 2012, ISBN 83-89379-08-2.

## Członkostwo w stowarzyszeniach i organizacjach naukowych
- Polskie Towarzystwo Badań Radiacyjnych im. Marii Skłodowskiej-Curie[5] – od 1979 r. (w latach 1998–2001 przewodniczący Oddziału Warszawskiego; w latach 2001–2013 członek Zarządu Głównego; w latach 2007–2013 – prezes[6]; od 2016 r. Członek Honorowy);
- Polskie Towarzystwo Immunologii Doświadczalnej i Klinicznej – od 1979 r. (w latach 1990–1993 Sekretarz Naukowy Zarządu Głównego);
- Komitet Fizyki Medycznej, Radiobiologii i Diagnostyki Obrazowej PAN – od 1996 r. (w latach 1999–2006 przewodniczący Komisji Ochrony Radiologicznej i Radiobiologii, w latach 2007–2010 członek Komisji Higieny Radiacyjnej i Radiobiologii);
- Rada Sanitarno-Epidemiologiczna przy Głównym Inspektorze Sanitarnym (przewodniczący Komisji Higieny Radiacyjnej i Bioterroryzmu) – 21.02.2011-20.02.2014;
- Komitet Naukowy ONZ ds. Skutków Promieniowania Atomowego (United Nations Scientific Committee for the Effects of Atomic Radiation – UNSCEAR) – od 2005 r. (doradca, następnie zastępca Przedstawiciela Polski);
- Rada ds. Bezpieczeństwa Jądrowego i Ochrony Radiologicznej przy Prezesie Państwowej Agencji Atomistyki – od 2016 r.

## Nagrody i wyróżnienia
- Międzynarodowa Nagroda Fundacji im. J.G. Zimmermanna za Badania nad Rakiem, przyznana przez Towarzystwo Przyjaciół Wydziału Medycznego Uniwersytetu w Hanowerze (zespołowo) – maj 1976 r.
- Nagroda zespołowa I stopnia Polskiego Towarzystwa Badań Radiacyjnych w zakresie radiobiologii za cykl trzech publikacji nt. „Pobudzenie układu odpornościowego myszy poddanych jednorazowym i wielokrotnym ekspozycjom na niskie dawki promieniowania X”, XV Zjazd PTBR, Siedlce, 20-23.09.2010 r.
- Nagroda zespołowa I stopnia za artykuł przeglądowy pt. „Cancer immunotherapy: how low-level ionizing radiation can play a key role”, XVIII Zjazd PTBR, Kielce, 16-19.09.2019 r.[7]